# Ylimmäinen Kontioluoma
Ylimmäinen Kontioluoma, Keskimmäinen Kontioluoma och Alimmainen Kontioluoma, eller Kontioluomat är sjöar i Finland. De ligger i kommunen Kuusamo i landskapet Norra Österbotten, i den nordöstra delen av landet, 600 km norr om huvudstaden Helsingfors. Ylimmäinen Kontioluoma ligger 264 meter över havet. Arean är 43,9 hektar och strandlinjen är 3,12 kilometer lång. Sjön  ingår i Ijo älvs huvudavrinningsområde. 